# Javier Morcillo
Javier Morcillo Rodríguez (Málaga, España; 4 de octubre de 1975) es un empresario y piloto de automovilismo. Actualmente dirige la Escuela Española de Pilotos, realizando también labores de coach de pilotos.

## Trayectoria

### Inicios
Javier debutó en el karting en 1990, donde empezó a competir en los campeonatos de Andalucía y nacional de karting. En 1992 debuta en los monoplazas en el Campeonato de España de Fórmula Ford, donde logró ser subcampeón en la temporada siguiente. En 1995 prueba suerte en el campeonato británico de Fórmula Ford sin llegar a lograr grandes resultados. Posteriormente se pasa al Campeonato de España de Fórmula Renault donde nuevamente queda subcampeón en 1996. 

### Azteca Motorsport
En 1998 y tras terminar sus estudios, decide fundar su propia escudería, Azteca Motorsport y se apunta a la nueva Fórmula SuperToyota donde queda en cuarta plaza. 
El equipo (aunque ya no Javier como piloto) compitió en campeonatos como la Fórmula 3 Española, la Fórmula Junior 1600 o el Campeonato de España de GT, logrando como mejores resultados en las clasificaciones generales dos subcampeonatos nacionales de monoplazas y un campeonato de GT. La sede legal de la escudería se situaba en Torremolinos, (Málaga) y dejó de estar en activa en competiciones españolas en el año 2003 cuando la escudería fue vendida a Carlos Cosidó que fundó la Escudería TEC-Auto. 
Tras centrarse en Azteca, Javier reaparece en 2006 y 2007 disputando algunas carreras sueltas de turismos. En 2008 participa en la recién creada Copa de España de Resistencia, y posteriormente empieza a enlaza varios años corriendo tanto en pruebas de resistencia nacionales como en carreras británicas junto a Manuel Cintrano al volante. De esta época destaca un campeonato en su clase del Britcar Endurance Championship en 2012 y tres subcampeonatos absolutos en 2011, 2012 y 2014, además de diversos podios en otras pruebas de resistencia.

### Escuela Española de Pilotos

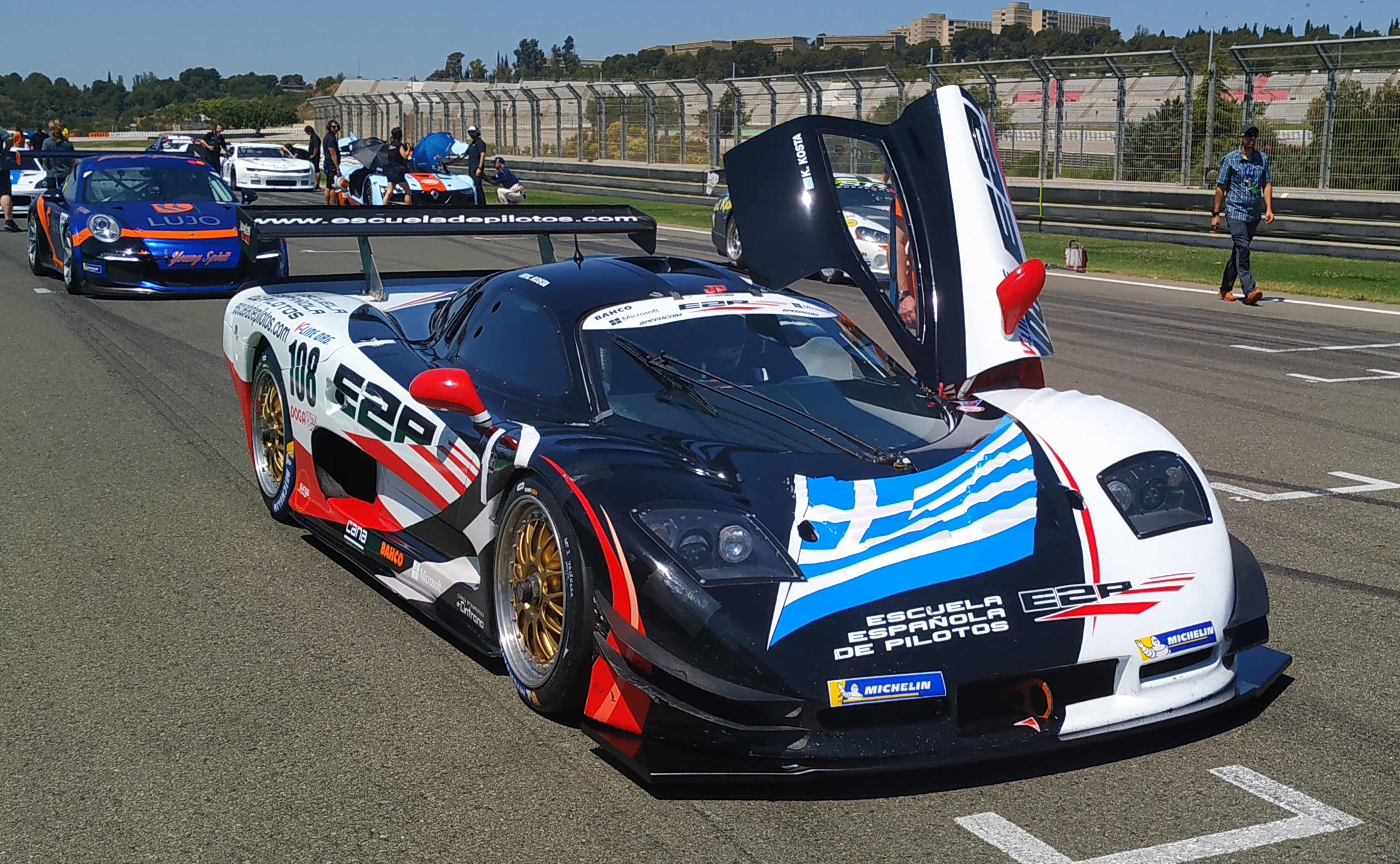
Kosta Kanaroglou en el Mosler MT900 de E2P (2019)

La Escuela Española de Pilotos surgió en 2004 con Fernando González-Camino al frente, tras la salida de Emilio de Villota de EV Racing, y aunque no se mostraron tan activos en competiciones nacionales como su predecesora, poco a poco se fue posicionando como una de las más importantes escuelas de pilotaje y de mecánica de España gracias a su experiencia en circuito adquirida con los GTs en carreras de resistencia. También realizan eventos de conducción para particulares así como eventos corporativos para empresas.
A partir de 2018, intensificaron su programa nacional, ya bajo el nombre de E2P Racing, compitiendo en el Campeonato de España de GT con Javier como uno de sus pilotos, logran vencer este primer año la Clase 1 y la Clase 3, además de ser subcampeones del campeonato absoluto. En 2019 repiten y se llevan el campeonato absoluto de GT con Kosta Kanaroglou al volante del Mosler MT900, en 2020 se reparten la tercera y cuarta plaza del campeonato al perderse Javier la segunda ronda de la temporada; y en 2021 disputan sólo las dos primeras rondas con Antonio Sainero y Pedro Salvador, terminando en el podio en las cuatro carreras.
Ese 2021, toman las riendas de la Copa Cooper tras no poder iniciarla Lurauto el año anterior debido a la pandemia. Durante las dos primeras temporadas ponen en pista a cinco de los coches participantes en el campeonato, logrando ser subcampeones de pilotos y equipos en 2022. Ese 2022 Javier disputa las 24H Series junto a Pablo Burguera y otros habituales de la Escuela, logrando proclamarse vencedores de la categoría 991 de GTs debido a que fueron el único 991 regular de la temporada. En 2023 repite la temporada junto a Burguera y Antonio Sainero, quedando sextos en la categoría GT3 y subcampeones en la GT3-Am. En 2024 repiten los mismos protagonistas, aunque Javi cede su asiento a Álvaro Parente y solo participa en la última ronda. El Porsche de E2P finaliza tercero en la categoría GT3.

## Resumen de trayectoria
| Temporada | Series                                   | Escudería                     | Carreras | Victorias | Poles | VR | Podios | Puntos | Pos. |
| --------- | ---------------------------------------- | ----------------------------- | -------- | --------- | ----- | -- | ------ | ------ | ---- |
| 1992      | Fórmula Ford 1600 Española               | Gluckman Racing               | 1        | 0         | 0     | 0  | 0      | ?      | ?    |
| 1993      | Fórmula Ford 1600 Española               | Gluckman Racing               | 6        | 0         | 0     | ?  | 6      | 90     | 2.º  |
| 1994      | Fórmula Renault Española                 | Gluckman Racing               | 2        | 0         | 0     | 0  | 0      | ?      | ?    |
| 1995      | Fórmula Ford Británica                   | Vector Racing                 | 12       | 0         | 0     | 0  | 0      | ?      | ?    |
| 1996      | Fórmula Renault Española                 | Gluckman Racing               | 7        | 2         | 0     | 1  | 4      | 62     | 2.º  |
| 1998      | Fórmula SuperToyota                      | Azteca Motorsport             | 7        | 0         | 0     | 1  | 2      | 102    | 4.º  |
| 2006      | Honda BPI Cup Portugal                   | ?                             | 4        | 0         | 1     | 0  | 0      | 65     | 9.º  |
| 2006      | Legends Car WF - SemiPro                 | ?                             |          |           |       |    |        |        | 5.º  |
| 2007      | Open de España de Resistencia            | Bólido Racing                 | 2        | 0         | 1     | 1  | 0      | ?      | ?    |
| 2008      | Copa de España de Resistencia            | Locura Racing Team            | 10       | 0         | 0     | 2  | 3      | 63     | 6.º  |
| 2008      | 500km del Jarama                         | Bólido Racing                 |          |           |       |    |        |        | 2.º  |
| 2009      | Copa de España de Resistencia            | Bólido Racing                 | 4        | 0         | 1     | 0  | 1      | ?      | ?    |
| 2009      | Britcar - Clase 3                        | Neil Garner Azteca Motorsport | 7        | 1         | 0     | 1  | 4      | 81     | 6.º  |
| 2009      | MINI Challenge España                    | Guadalix Sierra Racing        | 2        | 0         | 0     | 0  | 0      | 16     | 29.º |
| 2009      | 500 km de Alcañiz - D2                   | Escuela Española de Pilotos   |          |           |       |    |        |        | 1.º  |
| 2010      | Britcar - Clase 3                        | Neil Garner Azteca Motorsport | 8        | 2         | 1     | 1  | 6      | 119    | 1.º  |
| 2010      | 24h de Silverstone Britcar               | Neil Garner Azteca Motorsport |          |           |       |    |        |        | 3.º  |
| 2010      | 500 km de Alcañiz - D1                   | Escuela Española de Pilotos   |          |           |       |    |        |        | 5º   |
| 2011      | Britcar Endurance Championship           | Neil Garner Azteca Motorsport | 7        | 0         | 5     | 3  | 3      | 124    | 2.º  |
| 2012      | Britcar Endurance Championship           | Neil Garner Azteca Motorsport | 8        | 4         | 3     | 3  | 5      | 241    | 2.º  |
| 2012      | 24h de Silverstone Britcar - Clase 1     | Neil Garner Azteca Motorsport |          |           |       |    |        |        | 2.º  |
| 2012      | Aston Martin Le Mans Festival - GT2      | JOTA Team                     |          |           |       |    |        |        | 2.º  |
| 2012      | Trofeo RACE de Navidad - 3h del Jarama   | Escuela Española de Pilotos   |          |           |       |    |        |        | 1.º  |
| 2013      | Britcar Endurance Championship - Clase 1 | Neil Garner Azteca Motorsport | 5        | 1         | 1     | 0  | 2      | 138    | 2.º  |
| 2013      | Aston Martin Centenary Festival - GT3    | Azteca Motor                  |          |           |       |    |        |        | 3.º  |
| 2014      | Britcar Endurance Championship           | Neil Garner Azteca Motorsport | 14       | 7         | 7     | 5  | 9      | 601    | 2.º  |
| 2014      | Acceleration MW-V6 Pickup Series         | Team Spain                    | 3        | 0         | 0     | 0  | 0      | 15     | 31.º |
| 2014      | 24 Horas de Dubái - D1                   | KMP Racing                    |          |           |       |    |        |        | 2.º  |
| 2014      | 24 Horas de Barcelona - D1               | KMP Racing                    |          |           |       |    |        |        | 2.º  |
| 2014      | 12 Horas de Mugello - D1                 | KMP Racing                    |          |           |       |    |        |        | 1.º  |
| 2015      | Supercar Challenge - Super GT            | Neil Garner Motorsport        | 8        | 0         | 0     | 0  | 0      | 92     | 2.º  |
| 2015      | 24 Horas de Dubái - A2                   | KPM Racing                    |          |           |       |    |        |        | 9º   |
| 2015      | 12 Horas de Mugello                      | MARC Cars Australia           |          |           |       |    |        |        | ?    |
| 2016      | Britcar Endurance Championship           | Neil Garner Motorsport        | 4        | 1         | 0     | 0  | 3      | 91     | 7.º  |
| 2017      | Britcar Endurance Championship           | Neil Garner Motorsport        | 5        | 2         | 2     | 2  | 4      | 120    | 11.º |
| 2018      | Campeonato de España de GT               | E2P Racing                    | 8        | 3         | ?     | ?  | 4      | 184    | 2.º  |
| 2018      | 500 km de Alcañiz                        | E2P Racing                    |          |           |       |    |        |        | 1.º  |
| 2019      | Campeonato de España de GT               | E2P Racing                    | 2        | 0         | 1     | 1  | 1      | 42     | 16.º |
| 2019      | Supercar Challenge - LMP3                | E2P Racing                    | 2        | 1         | 0     | 0  | 2      | 43     | 5.º  |
| 2020      | Campeonato de España de GT               | E2P Racing                    | 7        | 0         | 1     | 0  | 3      | 216    | 4.º  |
| 2020      | 6 Horas Peruanas - TC 1600               | ?                             |          |           |       |    |        |        | 1º   |
| 2022      | GT Winter Series - GT Cup                | E2P Racing                    | 2        | 0         | 0     | 0  | 0      | 19     | 56.º |
| 2022      | 24H Series GT - 991                      | E2P Racing                    | 4        | 1         | ?     | ?  | 3      | 56     | 1.º  |
| 2023      | 24H Series GT - GT3am                    | E2P Racing                    | 5        | 0         | ?     | ?  | 3      | 146    | 2.º  |
| 2024      | 24H Series GT - GT3                      | E2P Racing                    | 1        | 0         | 0     | 0  | 0      | 24     | 26.º |
| Fuente:   |                                          |                               |          |           |       |    |        |        |      |